# كتاب الأدغال (فلم 1967)
كتاب الأدغال (بالإنجليزية: The Jungle Book) وهو فيلم انتج بواسطة ديزني عام 1967، وهو يعتبر الفيلم ال 19 لشركة ديزني، وهو أيضا اخر فيلم انتجه والت ديزني شخصيا قبل وفاته أثناء عمل الفيلم، وهو مأخوذ من رواية لروديارد كبلينغ مسماة بنفس الاسم، حقق الفيلم في أول عرض له 73 مليون دولار وثم حقق المزيد في العروض التالية له. ويحتوي الفيلم على العديد من الاغاني الكلاسيكية للأطفال ومنها «نفسي أكون إنسان» وغيرها.

## القصة
موغلي وهو طفل يتيم، وجد بسلة في اعماق ادغال ماديا براديش بالهند، وجده الفهد الأسود بغيرا وقرر انه من الأفضل ان يعطيه إلى ذئب انثى لا زالت ترضع صغارها، فتربى موغلي وسط تلك العائلة من الذئاب، حتى ظهر بعد ذلك في عمر العاشرة وهو متربي وسط اخوانه من الذئاب. بعد ذلك ينتشر في الغابة خبر عودة النمر البنغالي شيرخان والمشهور بأنه آكل للحوم، خاصة البشر فيخاف الذئب وزوجته على موغلي ويقرران إعطاء قرار مصير موغلي إلى زعيمهم الذي قرر وجوب عودة موغلي إلى قريته وهي قرية البشر، ويتطوع بغيرا لتلك المهمة، وتبدأ رحلتهم ومسيرتهم، ثم يبيتون الليل فوق شجرة، وهنا يظهر الثعبان كار، والمشهور بقدرته الفائقة على التنويم المغناطيسي، ويحاول أن يلتهم موغلي، لولا تدخل بغيرا وانقاذه له، ويظهر الصباح ويشترك موغلي في قطيع للفيلة في مسيرة، ثم يستيقظ بغيرا بعده ويحاول أن يأخذه معه لأكمال رحلتهم، إلا أن موغلي يرفض ذلك ويقرر البقاء في الغابة، فيغضب بغيرا ويتركه وحده يقرر مصيره، ثم بعد ذلك يرحل موغلي وحده ويلتقي الدب الكبير بلو، والذي يعده بان يظل بالغابة ويحاول تعليمه حيل الدببة وبساطة الحياة وجمالها، ويسعد موغلي معه ويصمم أكثر على البقاء بالغابة، حتى تستطيع جماعة من القردة ان تخدع بالو ويختطفوا موغلي، ويسلموه لزعيمهم الذي كان يحتاج موغلي حتى يعرف منه كيف يشعل النار كالبشر لقاء أن يضمن له بقائه بالغابة، إلا أن موغلي للاسف لم ينشأ كالبشر ولذلك لا يعرف كيفية اشعال النار، ويعود بعد ذلك بغير ثانية للبحث عن موغلي ويبحث الدب أيضا عنه، ويستعين بغير بقطيع الفيلة للبحث أيضا عنه، حتى يكتشفوا وجود موغلي عند زعيم القردة ويستطيعوا ايجاد خدعة لاستعادة موغلي باستغلال حب القرود خاصة زعيمهم للأغانى ويهربوا بموغلي بعد أن تتهدم قلعة القرد، ويحاول بعد ذلك بغير ان يقنع بالو بضرورة عودة موغلي لقريته ويخبره بعودة شيرخان، فيقتنع الدب بالو ويحاول أن يقنع موغلي بذلك، إلا أن موغلي يغضب من خيانة صديقه له كما يعتقد ويهرب منهم، ثم بعد ذلك يلتقي ثانية بالثعبان كار الذي يحاول أن يلتهمه وينومه مغناطيسيا، وينجح في ذلك لولا انقاذ القدر له ثانية بعد أن يقابل ذلك الثعبان كار للنمر شيرخان والذي يتم اعلامه بوجود موغلي وهو من البشر فيبحث النمر عنه حتى يلتهمه، ولذلك كان يسال الثعبان كار عنه والذي تظاهر بأنه لا يعلم شيئا عن أي أطفال، ثم تهب العواصف، إلا أنه يظهر الدب بالو والفهد بغير، وتشعل العاصفة بعد النار في شجرة، فيستطيع موغلي ان يكسر أحد فروع تلك الشجرة وان يخيف النمر بها بعد أن يربطها بذيله بعد ملاحظته خوف شيرخان من النار وتتخلص الغابة بذلك من النمر الشرير، ويعود موغلي لصديقيه واللذان يقوداه دون أن يشعر لقريته، فيتردد موغلي في العودة إليها ولكنه يعود بعد أن يشاهد فتاة صغيرة جميلة من قريته، وقع منها دلو الماء وهي تملأه، فيسرع لها ليساعدها ويذهب وراءها للقرية وبذلك يعود لقريته، ويحاول الدب بالو ان يمنعه وان يذهب خلفه ولكن الفهد يذكره بضرورة عودة موغلي لقريته ن فيقتنع الدب، ويذهبا معا بعد ذلك، عائدين للغابة.

## أسماء مؤدو اصوات الشخصيات
| أسم الشخصية  | اسم الشخصية بالأنجليزية | مؤدي الصوت بالنسخة المصرية | مؤدي الصوت بالنسخة الفصحى (ديزني بلس) | مؤدي النسخة الفصحى الخاصة بتلفزيون ج | مؤدي الصوت الأصليّ (بالإنجليزيّة) |
| ------------ | ----------------------- | -------------------------- | ------------------------------------- | ------------------------------------ | ------------------------------- |
| موغلي        | Mowgli                  | كريم الحسيني               | أحمد سامح                             | محمد أيمن                            | Bruce Reitherman                |
| بالو         | Baloo                   | سامي مغاوري                | إيهاب شاوي                            | جلال الهجرسي                         | Phil Harris                     |
| بغير         | Bagheera                | زايد فؤاد                  | رضوان صوان                            | أحمد خليل                            | Sebastian Cabot                 |
| الملك لوي    | King Louie              | عاطف الشرقاوي              | عكاشة علي عكاشة                       | عكاشة علب عكاشة                      | Louis Prima                     |
| شيرخان       | Shere Khan              | عادل هاشم                  | أحمد أبو عميرة                        | كمال عطية                            | George Sanders                  |
| قاع          | Kaa                     | محمد عبد المعطي            | إلهامي أمين                           | هشام الجندي                          | Sterling Holloway               |
| الزعيم حاثي  | Colonel Hathi           | محمد الشرشابي              | عزت غانم                              | محمد الشرشابي                        | J. Pat O'Malley                 |
| الفيل الصغير | Junior                  | شادي خفاجة                 | عبد الله كمال عطية                    |                                      | Clint Howard                    |
| أكيلة        | Akela                   | كمال سليمان                |                                       |                                      | John Abbott                     |

## العرض
عرض كتاب الأدغال لأول مرة في 187 أكتوبر 1967 ن فقط بعد 10 شهور من وفاة والت ديزني، وحقق 13 مليون دولار في أول يوم له بسبب اغاني الفيلم، ثم وصلت الارباح ال 73 مليون دولار، اعيد نشره ثانية عام 1987 في المكسيك بالإسبانية، بعد 20 عامًا من عرضه الأول، ثم اعيد نشره بالنسخة الأمريكية عام 1997، ونشر ك DVD عام 2003، واعيد نشره مرة أخرى عام 2007.

## وصلات خارجية
- الموقع الرسمي
- مقالات تستعمل روابط فنية بلا صلة مع ويكي بيانات

1. ↑  The Jungle Book (1967) - Release Summary - Box Office Mojo نسخة محفوظة 15 يناير 2018 على موقع واي باك مشين.
2. ↑  The Jungle Book (1967) Feature Length Theatrical Animated Film نسخة محفوظة 2023-08-01 على موقع واي باك مشين.